# Coupe des énergies alternatives de la FIA 2008
Navigation
2007 2009
La Coupe des énergies alternatives de la FIA 2008 est la 2e saison de la Coupe des énergies alternatives de la FIA, comportant 7 manches au calendrier. La saison débuta le 30 mars et se termina le 12 octobre. Giuliano Mazzoni remporta le championnat pilote pour la seconde fois et Toyota le championnat constructeur, lui aussi pour la seconde fois.

## Classement pilote
| Points | Pilote            |
| ------ | ----------------- |
| 42     | Giuliano Mazzoni  |
| 42     | Vincenzo Di Bella |
| 22     | Radames Preo      |
| 20     | Marco Foletta     |

## Classement constructeur
| Points | Constructeur |
| ------ | ------------ |
| 78     | Toyota       |
| 53     | Honda        |
| 47     | Opel         |
| 28     | Fiat         |
| 23     | Seat         |